# Canton de Beaumont-sur-Sarthe
Pour les articles homonymes, voir Canton de Beaumont.
Le canton de Beaumont-sur-Sarthe est une ancienne division administrative française située dans le département de la Sarthe et la région Pays de la Loire.

## Géographie
Ce canton était organisé autour de Beaumont-sur-Sarthe dans l'arrondissement de Mamers. Son altitude variait de 52 m (Saint-Marceau) à 197 m (Ségrie) pour une altitude moyenne de 107 m.

## Représentation

### Conseillers généraux de 1833 à 2015
| Période | Période      | Identité                               | Étiquette      | Qualité |
| ------- | ------------ | -------------------------------------- | -------------- | --- |
| 1833    | 1839         | Gabriel Dutertre-Descourbes            |                | Ancien capitaine d'infanterie, propriétaire à Juillé                                                                       |
| 1839    | 1848         | Claude Alphonse Guilloud (1805-1859)   |                | Propriétaire à Sainte-Croix                                                                                                |
| 1848    | 1852         | Charles-Adrien d'Angély de Foncreuse   |                | Ancien officier, propriétaire du château de la Buissonnière à Maresché                                                     |
| 1852    | 1861         | Gabriel Dutertre-Descourbes            |                | Ancien capitaine d'infanterie, agriculteur, maire de Juillé                                                                |
| 1861    | 1871         | Noël Eugène Passé                      |                | Maire de Beaumont-sur-Sarthe                                                                                               |
| 1871    | 1874         | Jules Charles Dumans                   |                | Notaire, maire de Beaumont-sur-Sarthe (1871-1873)                                                                          |
| 1874    | 1892         | Comte Albert-Charles d'Angély-Sérillac | Droite         | Maire de Doucelles |
| 1892    | 1894 (décès) | René Michel Labbé                      | Républicain    | Capitaine territorial commandant le service automobile, maire de Juillé                                                    |
| 1894    | 1898         | Louis Drouin                           | Républicain    | Docteur en médecine, maire de Beaumont-sur-Sarthe                                                                          |
| 1898    | 1928         | Pierre Richard                         | Républicain    | Maire de Maresché |
| 1928    | 1940         | Pierre Pottier                         | URD            | Médecin, maire de Maresché, nommé conseiller départemental en 1943                                                         |
|         |              |                                        |                | |
| 1945    | 1955         | Pierre Lomer                           | SFIO           | Vétérinaire à Maresché |
| 1955    | 1967         | André Bruneau                          | DVD            | Médecin, sénateur (1963-1968), conseiller municipal de Beaumont-sur-Sarthe (1945-1971), ancien conseiller d'arrondissement |
| 1967    | 1979         | Gaston Trocherie                       | RI puis UDF-PR | Pharmacien, maire de Beaumont-sur-Sarthe (1959-1989)                                                                       |
| 1979    | 1985         | Jean-Pierre Lomer                      | PS             | Vétérinaire à Mamers |
| 1985    | 2004         | Roger Rioult de Neuville               | RPR            | Maire de Saint-Christophe-du-Jambet (1959-2001)                                                                            |
| 2004    | 2015         | Jean-Pierre Rossard                    | DVG            | Médecin généraliste puis hospitalier à Beaumont-sur-Sarthe                                                                 |

Le canton participe à l'élection du député de la première circonscription de la Sarthe.

### Conseillers d'arrondissement (de 1833 à 1940)
| Période                                  | Période      | Identité                     | Étiquette | Qualité |
| ---------------------------------------- | ------------ | ---------------------------- | --------- | --- |
| 1833                                     |              | François Régnier de La Ronce |           | Notaire à Beaumont-sur-Sarthe                                                                               |
|                                          |              |                              |           | |
|                                          | 1890 (décès) | Louis-Pierre Huet            |           | Maire de Beaumont-sur-Sarthe                                                                                |
| 1890                                     | 1890 (décès) | Philippe Fleury              |           | Propriétaire à Beaumont-sur-Sarthe                                                                          |
|                                          |              |                              |           | |
| 1925                                     | 1931         | Alexandre Charles            | Radical   | Viticulteur, négociant en vins, maire de Beaumont-sur-Sarthe, président du conseil d'arrondissement         |
| 1931                                     | 1937         | Eugène Taboy                 | Radical   | Entrepreneur, maire de Vernie                                                                               |
| 1937                                     | 1940         | André Bruneau                | URD       | Médecin à Beaumont-sur-Sarthe                                                                               |
| 1940                                     |              |                              |           | Les conseils d'arrondissement ont été suspendus par la loi du 12 octobre 1940 et n'ont jamais été réactivés |
| Les données manquantes sont à compléter. |              |                              |           | |

## Composition
Le canton de Beaumont-sur-Sarthe comptait 8 719 habitants en 2012 (population municipale) et regroupait quinze communes :
- Assé-le-Riboul ;
- Beaumont-sur-Sarthe ;
- Chérancé ;
- Coulombiers ;
- Doucelles ;
- Juillé ;
- Maresché ;
- Piacé ;
- Saint-Christophe-du-Jambet ;
- Saint-Germain-sur-Sarthe ;
- Saint-Marceau ;
- Ségrie ;
- Le Tronchet ;
- Vernie ;
- Vivoin.

À la suite du redécoupage des cantons pour 2015, toutes les communes sont rattachées au canton de Sillé-le-Guillaume.
Contrairement à beaucoup d'autres cantons, le canton de Beaumont-sur-Sarthe n'incluait aucune commune supprimée depuis la création des communes sous la Révolution.

## Démographie
| 1962  | 1968  | 1975  | 1982  | 1990  | 1999  | 2006  | 2011  | 2012  |
| ----- | ----- | ----- | ----- | ----- | ----- | ----- | ----- | ----- |
| 8 775 | 8 471 | 7 954 | 7 408 | 7 226 | 7 643 | 8 411 | 8 726 | 8 719 |